# 綜合頻道
綜合頻道是指一種電視或電台廣播的頻道類型，有別於特定類型頻道的客群為特定觀眾，綜合頻道的目的是提供多元類型的節目，以提供一般大眾收看。 

## 內容
綜合頻道通常專注於一般的娛樂節目。 他們也傾向把另一部分的重心放在新聞節目上， 因為提供新聞資訊是他們職責的一部份。

### 台灣
綜合頻道是最早出現在台灣的頻道類型，在台灣，「老三台」在類比時期即是屬於綜合頻道。有線電視開始普及後，綜合頻道的定義逐漸轉變成提供各種娛樂性節目的頻道，如綜藝節目、戲劇、資訊節目等。也因受到多人收看，通常有線電視的頻道區塊中，列在較前面的位置。
在無線電視的領域中，最早設立的綜合頻道又常被稱為「主頻道」，是電視台的經營重點項目（如針對廣告、收視率、特別節目等項目）之一。在重大事件發生後，常常利用主頻道播出特別報導，但此任務在無線電視數位化、各電視台的新聞台在無線電視開播等因素後，逐漸轉移到新聞台上（不含未設立新聞台的公視）。

## 普及
整體來說，綜合頻道是最多人收看的電視頻道之一。